# Ranong (stad)
Ranong (Thais: ระนอง) is een stad in Zuid-Thailand. Ranong is hoofdstad van de provincie Ranong en het district Ranong. De stad telde in 2000 bij de volkstelling 23.773 inwoners.

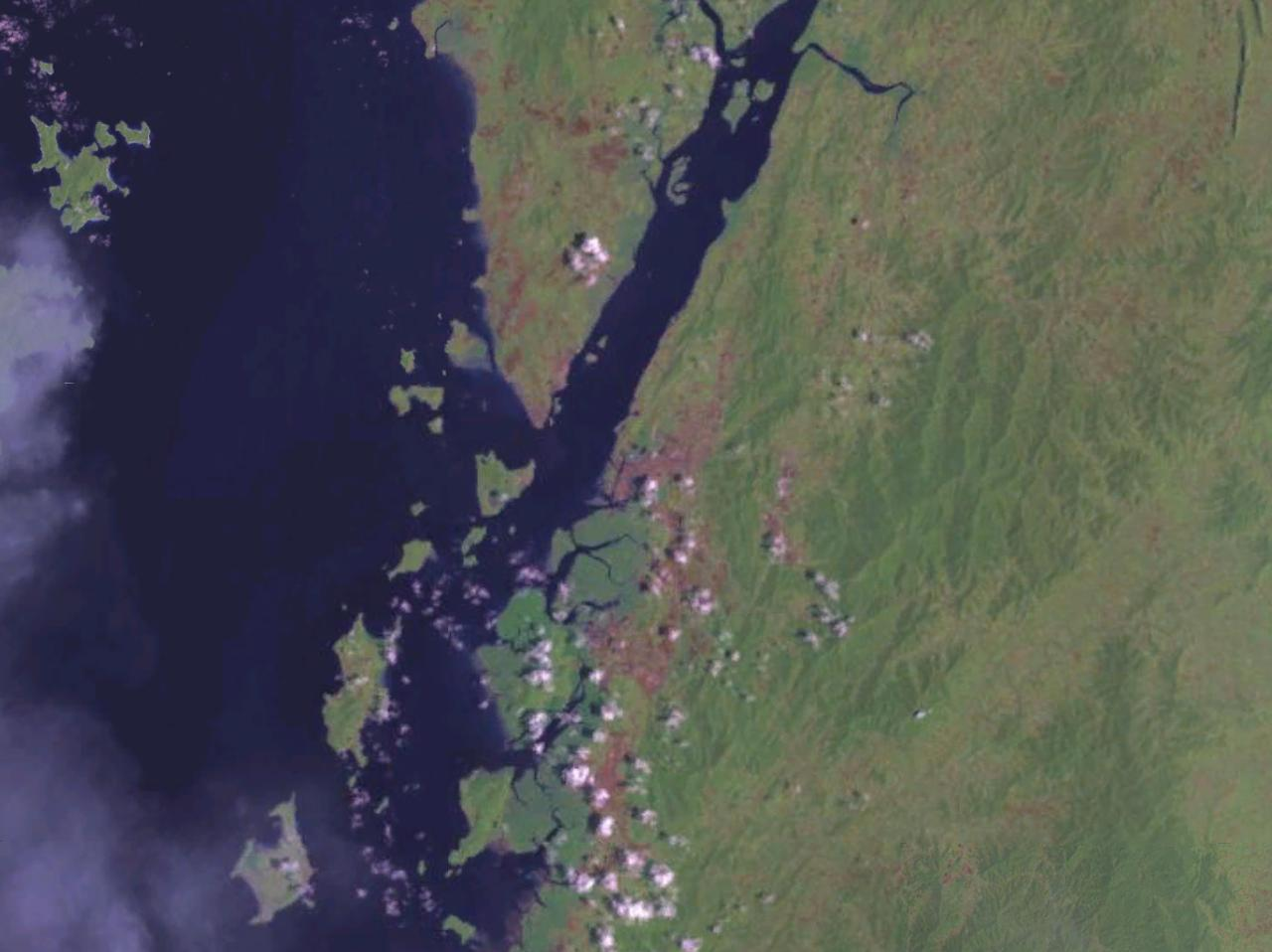
LandSat-foto van Ranong en omgeving